# 브라질리아쥐
브라질리아쥐(Microakodontomys transitorius)는 비단털쥐과 쌀쥐족에 속하는 설치류의 일종이다. 브라질 연방구의 두 곳의 개체군만이 알려져 있다. 쌀쥐류와 남아메리카밭쥐류 사이의 연결 고리와 브라질리아쥐속(Microakodontomys)의 유일종으로 기술되었지만, 윅슬러(Weksler) 등은 비정상적인 피그미쌀쥐속 종으로 처리했다.